# Buczyn Szlachecki
Buczyn Szlachecki [ˈbut͡ʂɨn ʂlaˈxɛt͡ski] est un village polonais de la gmina de Kosów Lacki dans le powiat de Sokołów et dans la voïvodie de Mazovie, au centre-est de la Pologne.
Il se situe à environ de 11 kilomètres au sud-est de Kosów Lacki, 13 kilomètres au nord de Sokołów Podlaski et à 90 kilomètres à l'est de Varsovie.